# Tribunal de grande instance (France)
Pour les autres articles nationaux ou selon les autres juridictions, voir Tribunal de grande instance.
Pour les articles homonymes, voir Tribunal de grande instance et TGI.
En France, le tribunal de grande instance (TGI) est l'ancienne juridiction de droit commun (par opposition aux juridictions d'exception) en première instance, créée en 1958, qui connaissait des litiges qui n'étaient pas spécialement attribués à une autre juridiction. Par ailleurs, il disposait de compétences spéciales dont certaines étaient exclusives. Il a été remplacé par le tribunal judiciaire (TJ) à compter du 1er janvier 2020.
Au 31 décembre 2019, il existait 173 tribunaux de grande instance (un ou plusieurs par département), dont 164 en métropole, deux en Corse et sept pour les départements ultramarins, depuis la réforme de la carte judiciaire lancée en 2007 par la Garde des sceaux Rachida Dati. 
La loi no 2019-222 du 23 mars 2019 de programmation 2018-2022 et de réforme pour la justice prévoit la fusion, à compter du 1er janvier 2020, des tribunaux de grande instance et des tribunaux d’instance en une juridiction unique : le tribunal judiciaire. 
Dans les collectivités d'outre-mer et en Nouvelle-Calédonie, le tribunal de grande instance porte le nom de tribunal de première instance (TPI), dont les compétences sont identiques à celles du tribunal de grande instance et du tribunal d'instance. Ces juridictions sont actuellement[Quand ?] au nombre de quatre (Mata-Utu, Nouméa, Saint-Pierre-et-Miquelon et Papeete).
En principe, le ministère d'avocat est obligatoire par-devant le tribunal de grande instance statuant en matière civile, c'est-à-dire qu'un avocat est obligatoire pour, d'une part, saisir la juridiction et, d'autre part, assurer sa défense. Ce principe connaît plusieurs exceptions, notamment en matière de référés ou d'actions relatives à  l'autorité parentale devant le juge aux affaires familiales, et ce même si son intervention est vivement recommandée. 
Les affaires du tribunal de grande instance sont, en règle générale, jugées par trois magistrats, dont l'un est président et les deux autres sont assesseurs. Cependant, notamment dans les litiges les moins importants et, surtout, au vu du manque d'effectifs, les affaires peuvent être jugées par un seul magistrat. 
Le tribunal de grande instance comporte une chambre spécialisée en matière pénale, appelée le tribunal correctionnel. Comme en matière civile, le tribunal correctionnel est composé de trois magistrats mais peut, dans les affaires les moins graves notamment, être présidé par un seul magistrat.

## Histoire
Le tribunal de grande instance descend du tribunal de district créé par la loi des 16 et 24 août 1790. De 1810 à 1958, ce tribunal était connu sous trois noms : tribunal civil, tribunal d'arrondissement (il y en avait un par arrondissement) et tribunal de première instance parce qu'il était la juridiction de droit commun en première instance[pas clair],. Pourtant, ce tribunal civil était aussi juge d'appel à l'égard des juges de paix et des conseils de prud'hommes. 
Après la réforme de 1958, l'organisation des tribunaux de grande instance est modifiée en 1983 et en 1994. 
Depuis 1958, les tribunaux de grande instance avaient gardé une compétence en appel : celle d'examiner en appel les décisions du juge des tutelles et les délibérations du conseil de famille. Cette compétence a été transférée à son tour aux cours d'appel en 2009.

## Organisation

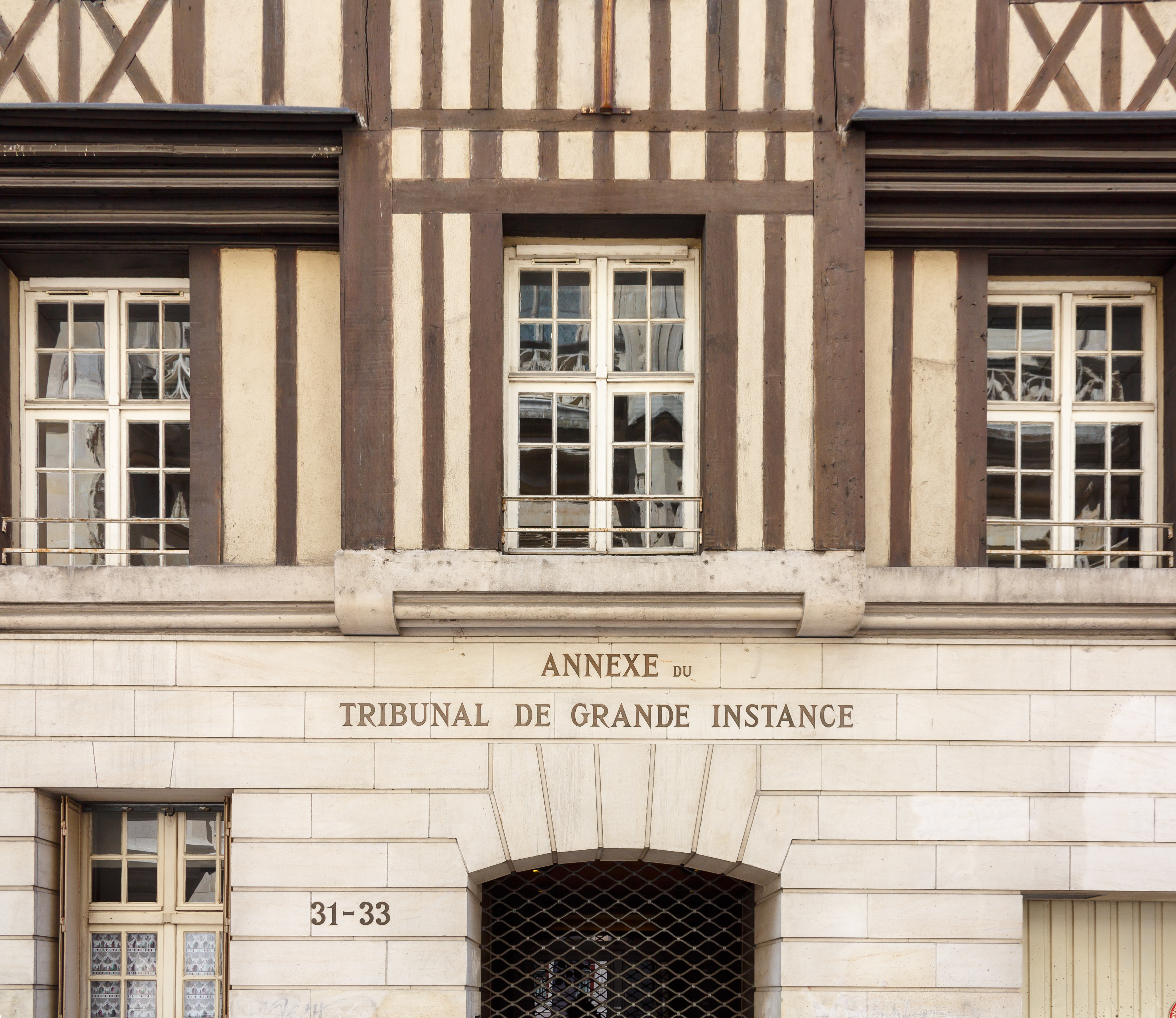
Tribunal de grande instance de Rouen au Parlement de Normandie.

En 2015, il existe 174 tribunaux de grande instance dont sept outre-mer, à la suite de la réforme de la carte judiciaire engagée en 2007 par Rachida Dati. 
La liste fixant leur siège et leur ressort est arrêtée par décret modifiant le code de l'organisation judiciaire auquel elle est annexée. Certains ont un ressort qui correspond au département, au chef-lieu duquel ils sont implantés : Agen, Ajaccio, Auch, Angoulême, Amiens, Aurillac, Bastia, Belfort, Blois, Bobigny, Bourges, Bourg-en-Bresse, Cahors, Cayenne, Charleville-Mézières, Chartres, Châteauroux, Chaumont, Clermont-Ferrand, Créteil, Dignes-les-Bains, Dijon, Épinal, Évreux, Évry, Foix, Fort-de-France, Gap, Guéret, Laval, Limoges, Lons-le-Saunier, Le Mans, Le Puy-en-Velay, Mamoudzou, Mende, Montauban, Nanterre, Nevers, Niort, Paris, Perpignan, Poitiers, Pontoise, Privas, Rodez, Tarbes, Tours, Troyes, Valence, Versailles, Vesoul. 
Deux tribunaux de grande instance ont un ressort à cheval sur deux portions de département différent : celui de Colmar dont le ressort comprend une partie du Bas-Rhin et du Haut-Rhin, et celui de Saint-Malo qui s'étend en partie sur l'Ille-et-Vilaine et les Côtes d'Armor. Certains départements ont leur territoire découpé en plusieurs ressorts de tribunaux, tels par exemple, le Nord qui comportait celui d'Hazebrouck (supprimé avec la réforme judiciaire décidée en 2007) et ceux d'Avesnes-sur-Helpe, Cambrai, Douai, Dunkerque, Lille, Valenciennes ou la Meurthe-et-Moselle où, pour des raisons historiques, se situent les TGI de Nancy et Briey.
La chambre civile du tribunal de grande instance siège soit en formation collégiale (3 juges dont un président d'audience), soit à juge unique, en audience publique (le plus courant), ou en chambre du conseil (audience non publique). La chambre correctionnelle statue également en formation collégiale ou à juge unique, en audience publique ou lors d'une audience qui est dite alors « à huis clos », c'est-à-dire interdite au public. Le tribunal de police statue à juge unique. 

### Composition
Chaque tribunal de grande instance comprend des magistrats professionnels, divisés en deux entités :
- le siège, ou magistrats assis, qui sont les juges qui composent le tribunal de grande instance, à savoir un président, des premiers vice-présidents, des vice-présidents et des juges ordinaires,
- et le parquet, ou magistrats debout, dont la fonction est de représenter la société, en saisissant le tribunal ou en intervenant aux procès. Ces magistrats n'ont aucun rôle juridictionnel, c'est-à-dire que leur fonction n'est pas de juger les affaires confiées à la juridiction, à l'inverse des magistrats du siège.

Chaque tribunal comprend au moins : 
- un président,
- deux juges,
- un procureur de la République.

Suivant son importance, un tribunal de grande instance peut comprendre plusieurs « chambres », qui peuvent elles-mêmes être scindées en sections. Il existe au moins une chambre civile et une chambre correctionnelle, appelée tribunal correctionnel.
Les greffiers, sous la direction d'un directeur de service de greffe, rédigent les actes judiciaires et en garantissent l'authenticité. Ce ne sont pas des secrétaires de juridiction dans le sens où ils ne sont pas hiérarchiquement soumis aux magistrats, ni notés par eux à l'inverse du directeur de greffe qui l'est.
Enfin, des personnels auxiliaires assistent magistrats et greffiers : les assistants de justice, qui assistent les magistrats pour effectuer des recherches et rédiger des projets de décision ou de réquisitions, les éducateurs, les psychologues, les assistants sociaux  et la police responsable du service d'ordre à l'audience et de l'escorte des détenus (sauf la Cour d'Appel de Paris et la Cour de Cassation, où de tes services sont confiés à des détachements de la gendarmerie).

### Président
Le président du tribunal de grande instance a des compétences administratives (organisation du tribunal) mais aussi des compétences juridictionnelles propres. 
Par exemple, il peut prendre des ordonnances de référé lorsqu’il s’avère nécessaire de prendre rapidement une mesure provisoire. Le référé va imposer dans tous les cas où l’on peut constater une urgence caractérisée ou encore lorsque l’un des plaideurs subit un trouble manifestement illicite. Enfin le référé s’impose lorsqu’il n’y a pas de contestation sérieuse. L'ordonnance de référé illustrerait très bien le pouvoir absolu du juge. Cependant, le référé ne statue jamais sur le fond du droit. Il s'agit d'une mesure provisoire afin d'empêcher un préjudice. Le référé devra donc être jugé devant le tribunal de grande instance.
Le président du tribunal de grande instance est également compétent pour rendre des ordonnances sur requête, ce qui suppose ici une absence de débat contradictoire. Par exemple, dans l’hypothèse d’une rectification d’un acte de l’état civil, il n’apparaît pas nécessaire d’entendre l’officier d’état civil qui a pu commettre l’erreur.
De plus a été institué un juge unique de l'exécution, qui est généralement le président du tribunal de grande instance. Chargé de reconnaître les problèmes relatifs à l'exécution d'un jugement, ainsi que, depuis le 1er janvier 2007, du contentieux de la saisie immobilière.

### Juges
À côté des chambres, il existe des juges spécialisés dans une matière donnée :
- juge aux affaires familiales, qui se nommait avant le 1er février 1994, juge aux affaires matrimoniales ;
- juge de l'expropriation, choisi par les magistrats du tribunal de grande instance ;
- juge de l'exécution ;
- juge d'instruction ;
- juge des enfants ;
- juge de la mise en état ;
- juge des libertés et de la détention, créé en 2000 et existant depuis le 1er janvier 2001 ;
- juge délégué aux victimes (JUDEVI), créé en 2008 par le décret du 13 novembre 2007 ;
- juge de l'application des peines.

## Compétences

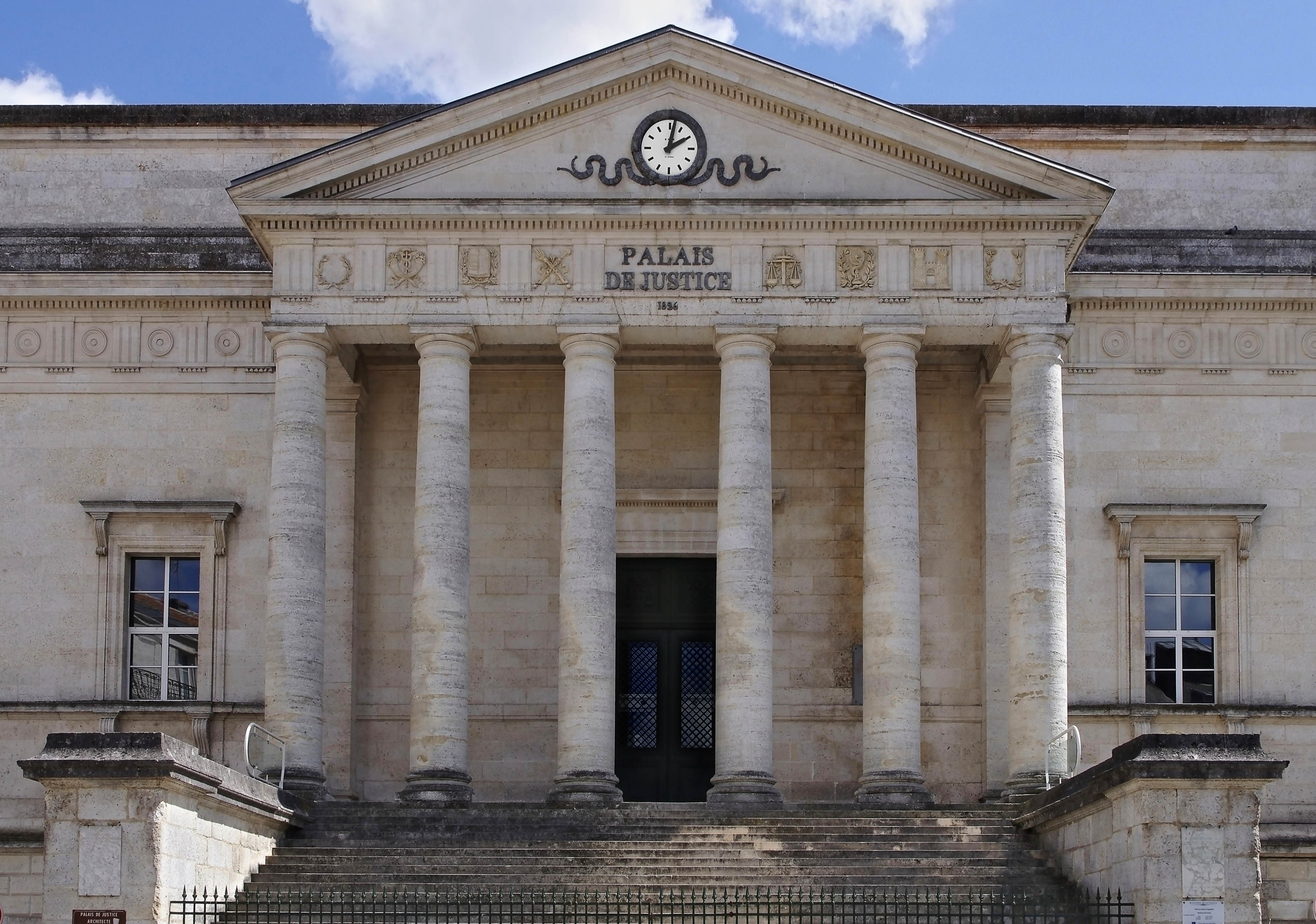
Palais de justice d'Angoulême.

### Compétences générales
Juridiction de droit commun en matière civile, le tribunal de grande instance est donc compétent pour tous les litiges qui ne seraient pas directement attribués à une juridiction.
Dans le domaine civil, la nature du litige détermine la compétence du tribunal de grande instance en matière d'actions personnelles mobilières et immobilières. Il est compétent pour les affaires dont la valeur est strictement supérieure à 10 000 euros, ainsi que pour les affaires qui ne peuvent pas représenter de valeur.  Si la valeur est inférieure ou égale à 10 000 euros, c'est le tribunal d'instance devenu au 1 er janvier 2020 tribunal de proximité qui est compétent.

### Compétences spéciales en matière civile
Il se voit attribuer une compétence exclusive pour certains contentieux (état des personnes, incluant la nationalité, propriété immobilière). 
- État des personnes et droit familial ;
- Droit immobilier ;
- Propriété littéraire et artistique, et propriété industrielle ;
- certains types de responsabilité ;
- Procédures collectives (liquidation ou redressement judiciaire) ;
- Sociétés civiles et GIE ;
- Baux commerciaux ;
- Enregistrement, contributions directes ;
- Assurances des personnes non salariées de l'agriculture ;
- Contestation relative à la preuve littéraire et à la reconstitution d'actes détruits ;
- Sanctions disciplinaires contre un officier public et ministériel ;
- Exequatur ;

### Compétences pénales
Dans le domaine pénal, le tribunal de grande instance comprend une ou plusieurs chambres correctionnelles. Chacune d'elles constitue le tribunal correctionnel, au sens du code de procédure pénale. 

### Compétence commerciale subsidiaire
Le tribunal de grande instance a une compétence subsidiaire en matière commerciale, là où il n'existe pas de tribunal de commerce ou encore si ce dernier ne peut siéger. 
En Alsace et en Moselle, en application du droit local, le tribunal de grande instance comprend une chambre commerciale à composition échevinale.